# Rallye Dakar 1997
Navigation
Édition précédente Édition suivante
Le Rallye Dakar 1997 est la 19e édition du Rallye Dakar. Le rallye a débuté et s'est terminé à Dakar, en effectuant une boucle incluant le Niger et le désert du Ténéré. Jutta Kleinschmidt est devenue la première femme à remporter une étape du rallye Dakar. Le pilote japonais Kenjiro Shinozuka a remporté la catégorie automobile et Stéphane Peterhansel a remporté son cinquième titre dans la catégorie moto.

## Étapes
| Étape | Date       | Départ      | Arrivée     | Total (km)    | Vainqueurs d'étape | Vainqueurs d'étape | Vainqueurs d'étape |
| Étape | Date       | Départ      | Arrivée     | Total (km)    | Motos              | Autos              | Camions            |
| ----- | ---------- | ----------- | ----------- | ------------- | ------------------ | ------------------ | ------------------ |
| 1     | 4 janvier  | Dakar       | Tambacounda | 587           | S. Peterhansel     | J-P. Fontenay      | E. Pelichet        |
| 2     | 5 janvier  | Tambacounda | Kayes       | 594           | S. Peterhansel     | J-L. Schlesser     | P. Reif            |
| 3     | 6 janvier  | Kayes       | Nara        | 592           | S. Peterhansel     | K. Shinozuka       | P. Reif            |
| 4     | 7 janvier  | Nara        | Tombouctou  | 658           | S. Peterhansel     | B. Saby            | M. Korený          |
| 5     | 8 janvier  | Tombouctou  | Gao         | 482           | T. Magnaldi        | J-P. Fontenay      | P. Reif            |
| 6     | 9 janvier  | Gao         | Ménaka      | 332           | S. Peterhansel     | K. Shinozuka       | B. Sklenovský      |
| 7     | 10 janvier | Ménaka      | Tahoua      | 396           | C. Sotelo          | J-P. Fontenay      | K. Loprais         |
| 8     | 11 janvier | Tahoua      | Agadez      | 820           | S. Peterhansel     | K. Shinozuka       | K. Loprais         |
|       | 12 janvier | Agadez      | Agadez      | Jour de repos | Jour de repos      | Jour de repos      | Jour de repos      |
| 9     | 13 janvier | Agadez      | Oclan       | 460           | T. Magnaldi        | J. Kleinschmidt    | P. Reif            |
| 10    | 14 janvier | Oclan       | Kidal       | 537           | J. Arcarons        | D. Guedes          | P. Reif            |
| 11    | 15 janvier | Kidal       | Tombouctou  | 577           | J. Lewis           | J-P. Strugo        | P. Reif            |
| 12    | 16 janvier | Tombouctou  | Néma        | 588           | S. Peterhansel     | J-P. Fontenay      | P. Reif            |
| 13    | 17 janvier | Néma        | Kiffa       | 604           | É. Bernard         | H. Masuoka         | P. Reif            |
| 14    | 18 janvier | Kiffa       | Saint-Louis | 751           | P. Marques         | J-P. Fontenay      | P. Reif            |
| 15    | 19 janvier | Saint-Louis | Dakar       | 255           | J. Brucy           | J. Kleinschmidt    | J. Petit           |

## Classements finaux

### Motos
| Pos | N° | Pilote               | Constructeur | Temps            |
| --- | -- | -------------------- | ------------ | ---------------- |
| 1   | 1  | Stéphane Peterhansel | Yamaha       | 65 h 14 min 37 s |
| 2   | 17 | Óscar Gallardo       | Cagiva       | +2 h 35 min 16 s |
| 3   | 8  | David Castera        | Yamaha       | +2 h 56 min 25 s |
| 4   | 7  | Jimmy Lewis          | KTM          | +3 h 28 min 15 s |
| 5   | 11 | Dirk von Zitzewitz   | KTM          | +4 h 28 min 38 s |
| 6   | 73 | Jurgen Mayer         | KTM          | +6 h 01 min 53 s |
| 7   | 45 | Jean Brucy           | KTM          | +7 h 17 min 10 s |
| 8   | 41 | Paulo Manuel Marques | KTM          | +7 h 18 min 10 s |
| 9   | 27 | Norbert Schilcher    | KTM          | +7 h 20 min 30 s |
| 10  | 10 | Éric Bernard         | KTM          | +7 h 27 min 54 s |

### Autos
| Pos | N°  | Pilote               | Copilote          | Constructeur | Temps             |
| --- | --- | -------------------- | ----------------- | ------------ | ----------------- |
| 1   | 205 | Kenjiro Shinozuka    | - Henri Magne     | Mitsubishi   | 61 h 56 min 31 s  |
| 2   | 200 | Jean-Pierre Fontenay | Bruno Musmarra    | Mitsubishi   | +4 min 16 s       |
| 3   | 202 | Bruno Saby           | Dominique Serieys | Mitsubishi   | +9 min 12 s       |
| 4   | 220 | Hiroshi Masuoka      | Andreas Schulz    | Mitsubishi   | +2 h 25 min 27 s  |
| 5   | 206 | Jutta Kleinschmidt   | Jean Boutaire     | Schlesser    | +4 h 35 min 51 s  |
| 6   | 204 | Salvador Servià      | Gilles Picard     | Nissan       | +5 h 15 min 14 s  |
| 7   | 216 | Jean-Pierre Strugo   | Bruno Catarelli   | Mitsubishi   | +6 h 20 min 08 s  |
| 8   | 208 | Duarte Guedes        | Jacky Dubois      | Nissan       | +9 h 23 min 13 s  |
| 9   | 268 | Edoardo Argazzi      | Riccardo Argazzi  | Nissan       | +9 h 40 min 41 s  |
| 10  | 224 | Carlos Sousa         | Philippe Rey      | Mitsubishi   | +23 h 28 min 05 s |

### Camions
| Pos | N°  | Pilote             | Copilotes                                | Constructeur  | Temps             |
| --- | --- | ------------------ | ---------------------------------------- | ------------- | ----------------- |
| 1   | 427 | Peter Reif         | Johann Deinhofer                         | Hino          | 78 h 21 min 02 s  |
| 2   | 402 | Yoshimasa Sugawara | Naoko Matsumoto Katsumi Hamura           | Hino          | +3 h 33 min 27 s  |
| 3   | 411 | Joseph Petit       | Jean-Christophe Wagner Takeshi Hashimoto | Hino          | +4 h 08 min 52 s  |
| 4   | 425 | Edmond Pelichet    | Hubert Molina                            | Mercedes-Benz | +6 h 43 min 50 s  |
| 5   | 406 | Gilbert Versino    | Christian Lacourt Christian Versino      | Mitsubishi    | +7 h 51 min 50 s  |
| 6   | 415 | Christophe Granjon | Masaaki Imai Anthony Martineau           | Mitsubishi    | +10 h 33 min 16 s |
| 7   | 404 | Christian Barbier  | Eric André Jean-Louis Berger             | Mercedes-Benz | +15 h 41 min 33 s |
| 8   | 417 | Yves Ferri         | Michel Plateau Hubert Auvray             | Mercedes-Benz | +22 h 11 min 30 s |
| 9   | 433 | Bernard Malferiol  | Patrick Croset Jean Rodrigues            | Mercedes-Benz | +23 h 43 min 18 s |
| 10  | 434 | Michel Gambillon   | Raymond Louin Reynald Prive              | Mercedes-Benz | +25 h 52 min 51 s |